# San José de Corón
San José es un barrio rural  del municipio filipino de primera categoría de Corón perteneciente a la provincia  de Paragua en Mimaro,  Región IV-B.

## Geografía
Este barrio  se encuentra en  la Isla Busuanga la más grande del Grupo Calamian, donde se encuentra su ayuntamiento. Situado a medio camino entre las islas de Mindoro (San José) y de Paragua (Puerto Princesa),  el Mar de la China Meridional a poniente y el mar de Joló a levante. Al sur de la isla están las otras dos islas principales del Grupo Calamian: Culión y  Corón.
Su término linda al norte con el Estrecho de Mindoro; al este con la bahía de Maricabán y la isla de Cabilauán; al sur con el barrio de Decalachao; y al oeste con el municipio vecino de Busuanga, barrio de Cheey.
Este barrio de San José comprende los sitios de Balnek y de San José, así como las islas de Dumunpalit, de Diboyoyán (Dibuyoyan) y de Dimaquiat (Dimakya), situadas en el mar de Joló.

### Demografía
El barrio  de San José  contaba  en mayo de 2010 con una población de 1.148 habitantes.